# 坎普斯里 (蒙大拿州)
坎普斯里（英語：Camp Three）是位於美國蒙大拿州馬瑟爾謝爾縣的普查規定居民點。

## 人口
根據2020年美國人口普查的數據，坎普斯里的面積為11.54平方千米，皆為陸地。當地共有人口138人，而人口密度為每平方千米11.96人。